# Phytosciara spicispina
Phytosciara spicispina är en tvåvingeart som beskrevs av Pekka Vilkamaa och Heikki Hippa 1996. Phytosciara spicispina ingår i släktet Phytosciara och familjen sorgmyggor.
Artens utbredningsområde är Brunei. Inga underarter finns listade i Catalogue of Life.